# Rheinische Küche

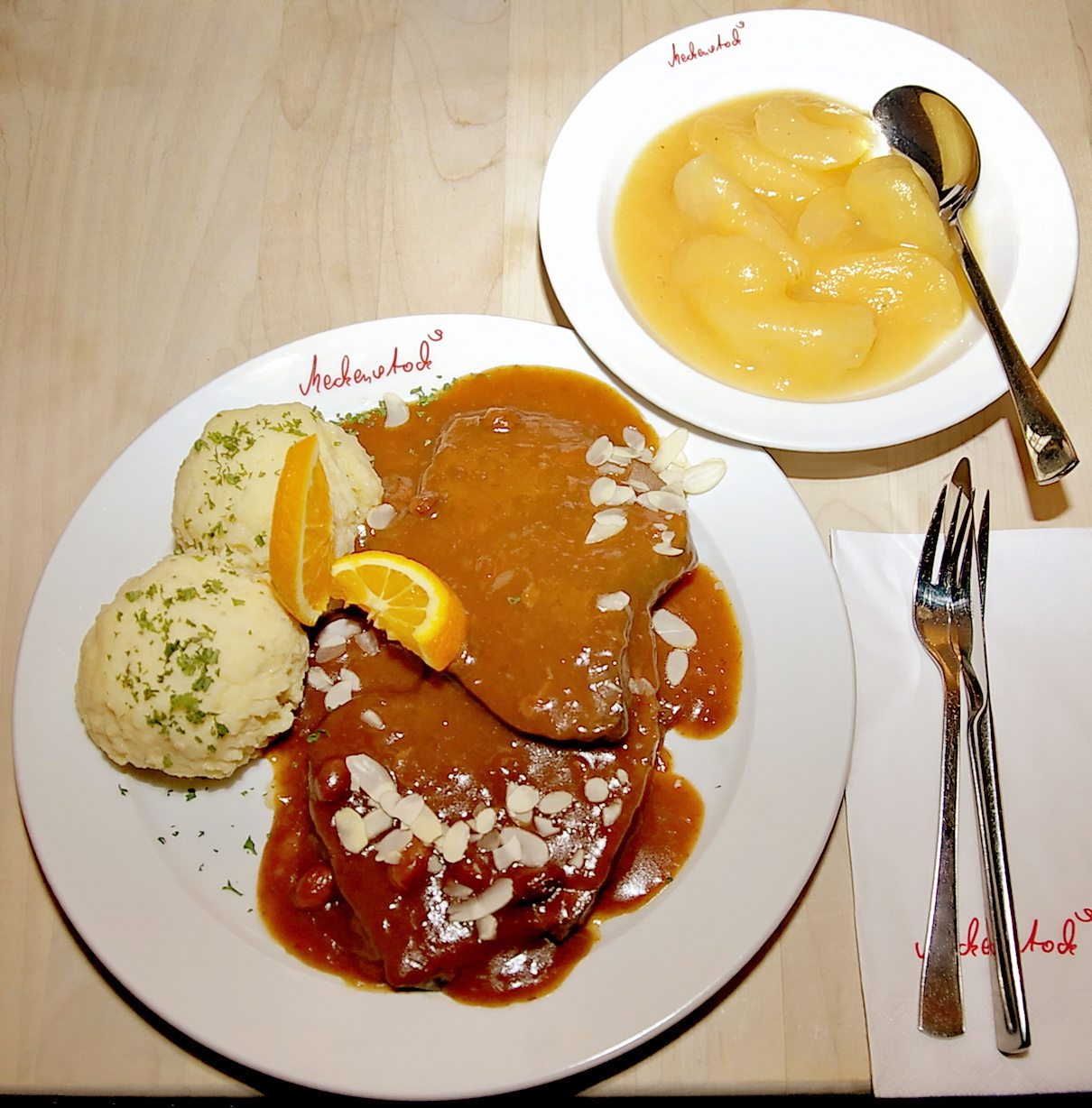
Rheinischer Sauerbraten vom Pferd à la Meckenstock; Sauerbraten ist ein traditionelles Gericht im Rheinland.

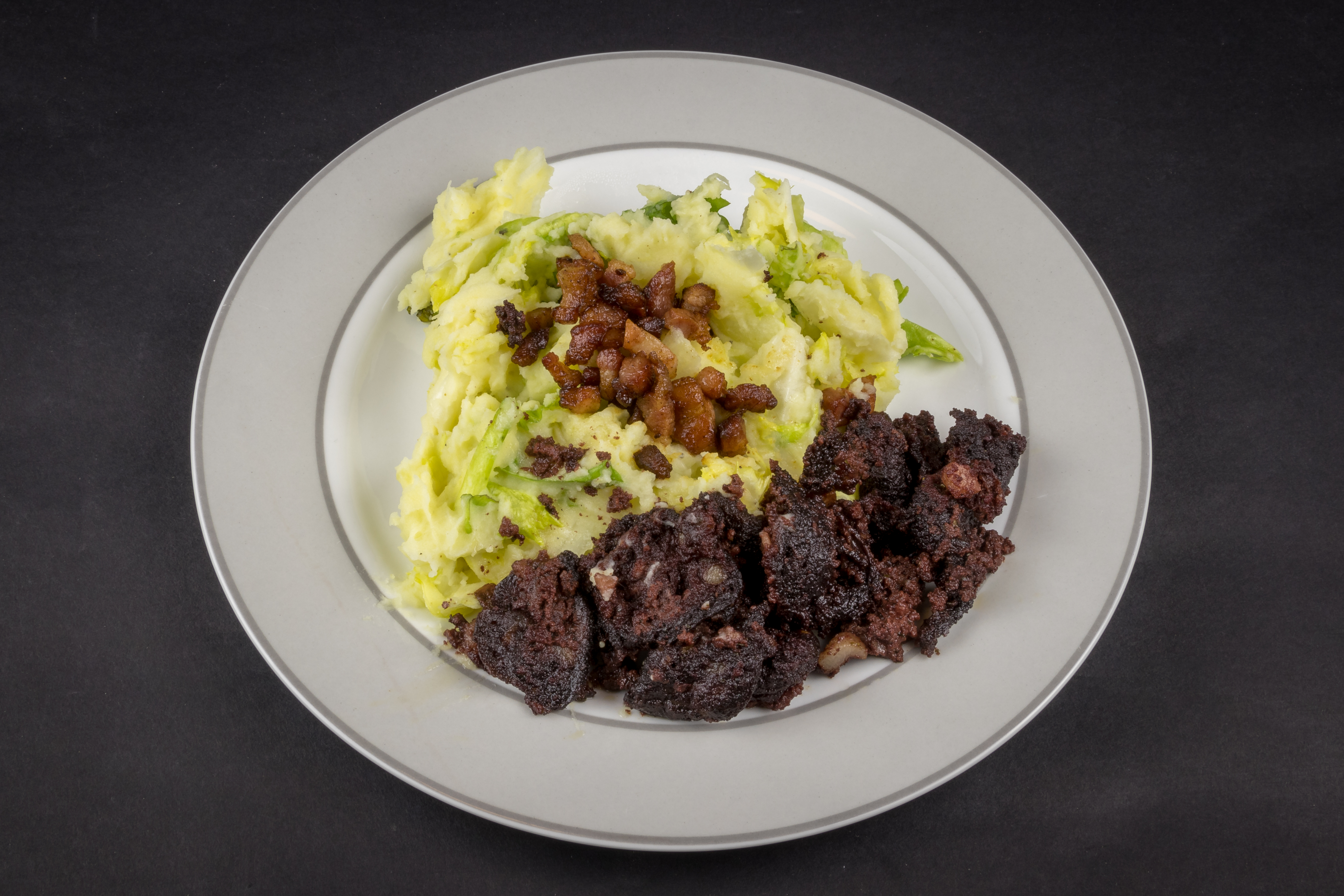
Endivienjemangs met Flöns; einfache und deftige Gerichte bestimmen die Küche der Region.

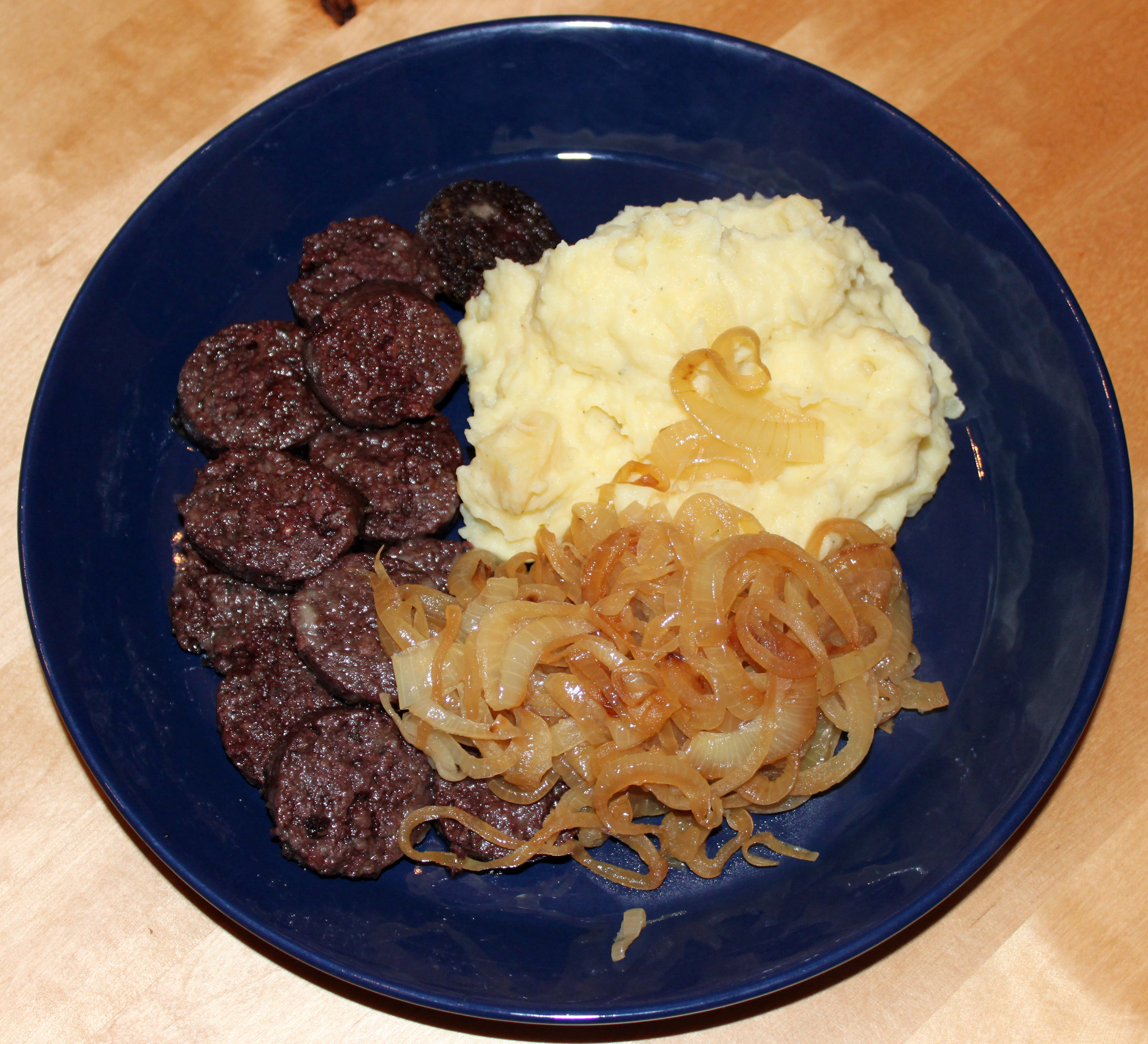
Himmel un Ääd; typisch sind Kartoffelpüree, Schmorzwiebeln und Apfelkompott als Beilage und die Blutwurst kann durch Leberwurst noch ergänzt werden.

Die Rheinische Küche ist eine der Regionalküchen Deutschlands. Der Begriff „rheinische Küche“ umfasst regional die Gebiete des Mittel- und Niederrheins, die heute zu Nordrhein-Westfalen und Rheinland-Pfalz gehören. Aufgrund der unterschiedlichen landwirtschaftlichen Anbaugebiete und unterschiedlicher Ressourcen und Traditionen gibt es keine einheitliche rheinische Küche, sondern mehrere regionale Sonderentwicklungen. Die bekanntesten lokalen Küchen sind die Küchen des Niederrheins und des Bergischen Landes sowie die der Städte Köln, Düsseldorf, Bonn und Aachen.

## Stil
Die traditionelle rheinische Küche ist gekennzeichnet durch einfache und deftige Speisen. Wichtige Bestandteile sind regionale landwirtschaftliche Erzeugnisse wie verschiedene Gemüse, Kartoffeln, Milch, Butter und Fleisch. Historisch gesehen war im katholischen Rheinland der Freitag ein fleischloser Tag, an dem aber Fisch gegessen werden durfte.

## Beziehungen zu anderen regionalen Küchen
Erheblichen Einfluss auf die rheinische Küche hatten die niederländische und belgische Küche. Ungewöhnlich für ein Binnenland ist die häufige Verwendung von Seefisch, wie Matjes bzw. Hering oder Muscheln, was der Nähe zu den Niederlanden und der Lage am Rhein geschuldet ist. Auch Süßwasserfische sind beliebt, weil in vorindustrieller Zeit zahlreiche Speisefischarten im Rhein gefangen wurden. Es gibt eine gewisse Verwandtschaft mit der westfälischen Küche. Erst seit der napoleonischen Besatzung und auch nur in der gehobenen, nicht in der bürgerlichen Küche, gibt es Bezüge zur französischen Küche. Eine Verbindung von Elementen der rheinischen, hessischen und pfälzischen Küche mit eigenem Charakter findet sich in Rheinhessen.

## Geschichte und regionale Besonderheiten

### Rheinische Küche in römischer und fränkischer Zeit
Die rheinische Küche wird von einigen Autoren bis auf die Esskultur im Römischen Reich zurückgeführt und gilt somit als eine der ältesten Küchen der Region. Einer der mutmaßlichen Autoren des ältesten römischen Kochbuchs De re coquinaria, Marcus Gavius Apicius, lebte und wirkte wahrscheinlich im heutigen Köln und schilderte daher in seiner Rezeptsammlung auch Zubereitungen aus dem Rheinland. Durch hochgestellte Römer kamen teilweise kostspielige oder exotische Speisen und Gewürze aus anderen Regionen des Römischen Reiches und Asien an den Rhein, um die Bedürfnisse des gehobenen Geschmacks zu befriedigen.
Aus der Zeit der Völkerwanderungen und der fränkischen Ära gibt es dagegen kaum Überlieferungen; die wenigen Kenntnisse über die Ernährung während dieser Zeit stammen von archäologischen Funden aus Latrinen und ähnlichen Fundorten. Dabei handelt es sich in der Regel um Knochen und Fischgräten. Für die Zeit Karls des Großen lassen sich Ernährungsgewohnheiten und Vorratshaltung in den auch im Rheinland anzutreffenden Königspfalzen aus Reiseberichten, den Itineraren, ableiten.

### Die rheinische Küche vom Mittelalter bis in die Neuzeit

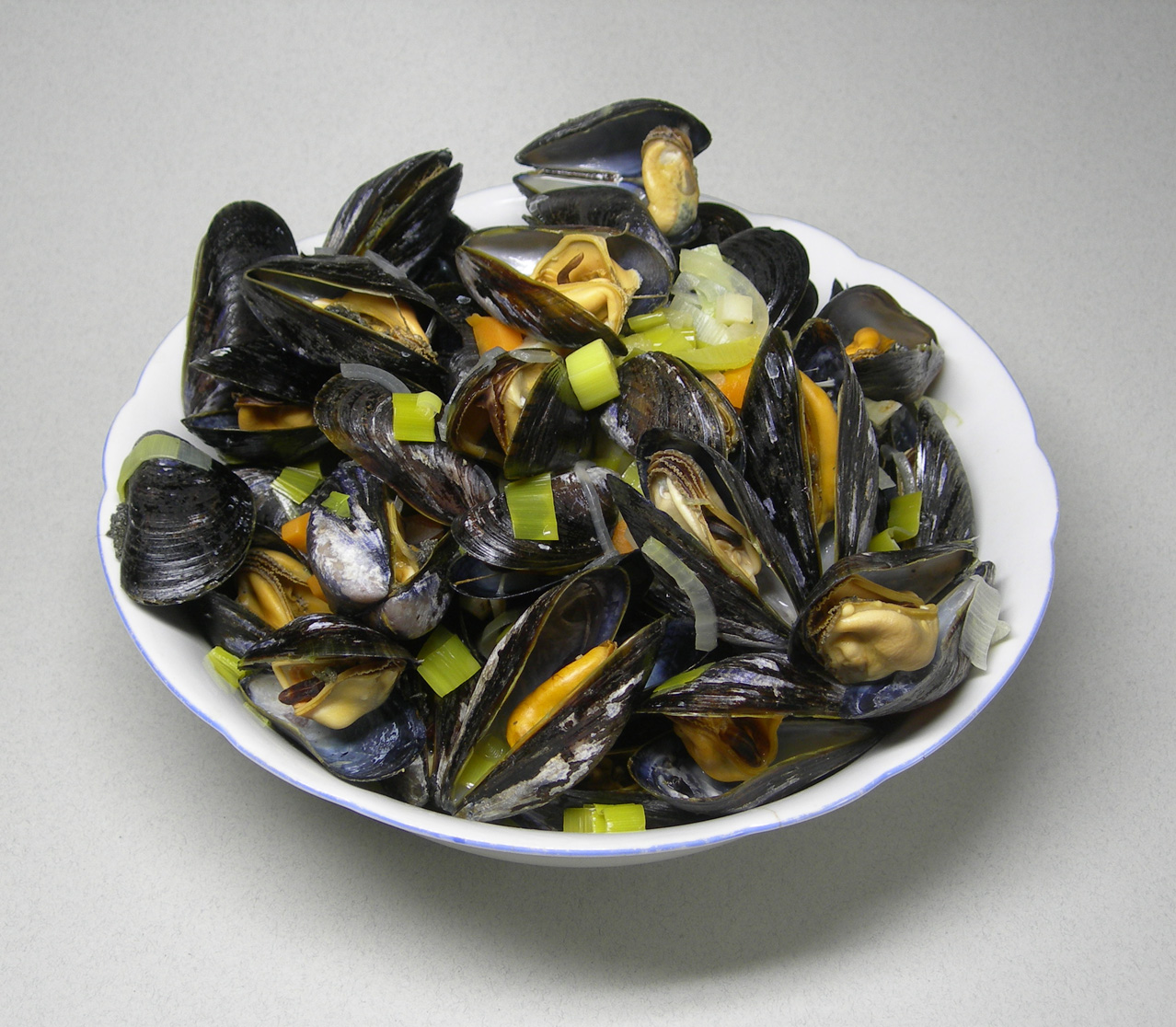
Muscheln rheinische Art

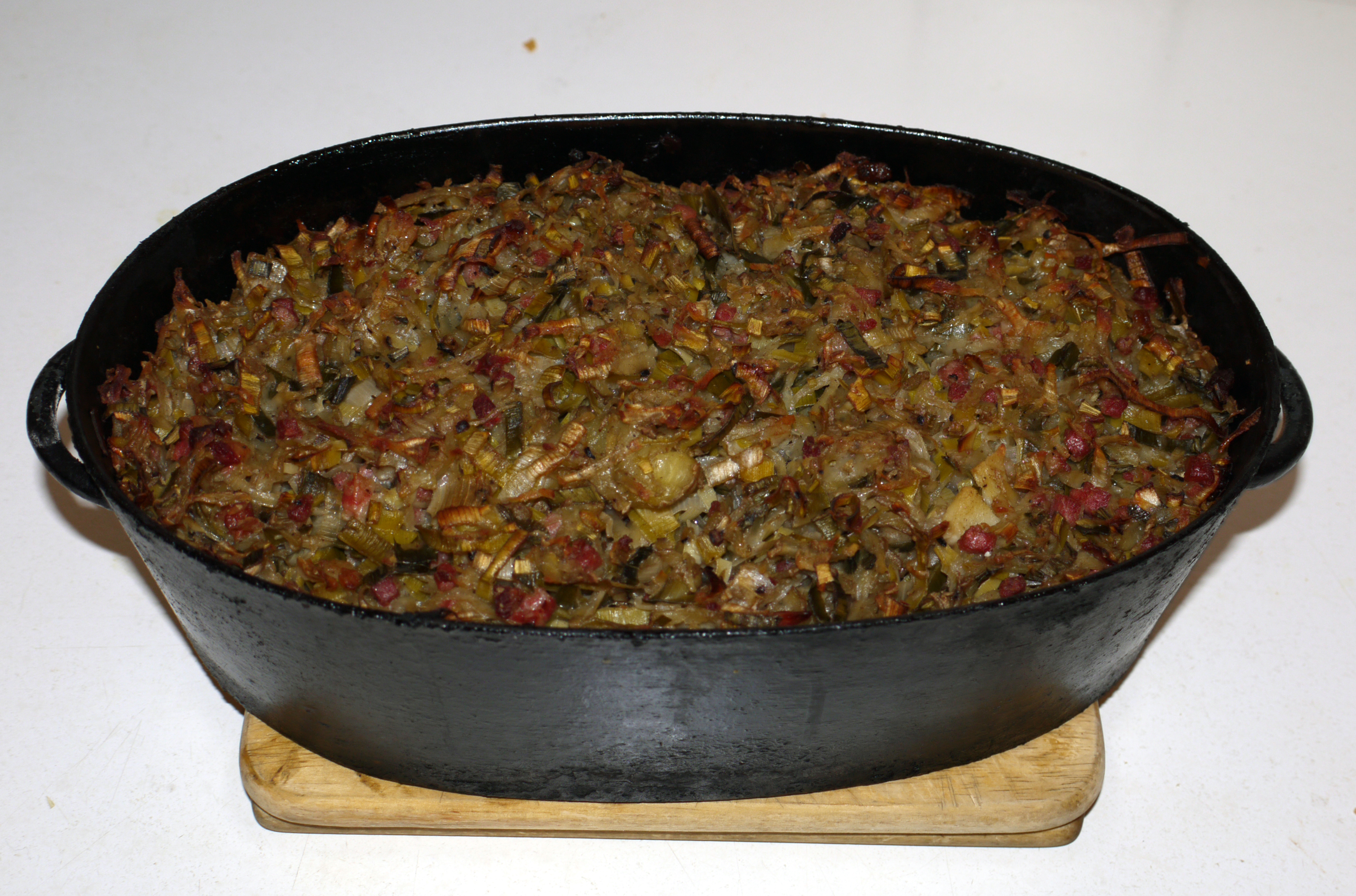
„Arme Leute Essen“: Dibbelabbes im Bräter

Die typische rheinische Küche bildete sich im Mittelalter und der Frühen Neuzeit heraus. Sie war von umliegenden Regionalküchen wie der niederländischen Küche, der Küche von Flandern und der westfälischen Küche beeinflusst. Den größten Einfluss hatte dabei die Rheinschiffahrt (Börtschifffahrt), über die Lebensmittel und Gerichte aus den Niederlanden und Flandern in die Rheinregion kamen. Köln hatte Stapelrecht und war Umschlagplatz für die Waren, die über den Rhein transportiert wurden. Die Kölner Bevölkerung hatte das Recht, diese Waren zu kaufen, wodurch vor allem Nahrungsmittel und auch Gewürze aus den Niederlanden nach Köln kamen und Eingang in die Küche fanden. Aus den Niederlanden wurde zum Beispiel die Vorliebe für Heringe übernommen, geräuchert oder eingelegt, besonders der Matjes-Hering erfreut sich großer Beliebtheit, ebenso der Heringsstipp ("Hering Hausfrauenart"), ein in Sahne eingelegter Hering. Hinzu kamen deftige Zubereitungsformen aus dem benachbarten Westfalen sowie Backwaren aus dem Bergischen Land, die sich in Köln und im weiteren Rheinland verbreiteten. In vielen Gerichten findet sich ein Einfluss der belgischen Küche wieder.
Der Einfluss der französischen Küche war zu dieser Zeit gering und kam erst sehr viel später, da die als arme Regionen bekannten und landwirtschaftlich geprägten Gebiete der Eifel und des Hunsrücks die Gebiete des Mittelrheins vom französisch-elsässisch geprägten Oberrhein abgrenzten. Die Fürstenhöfe der Region kannten die gehobene französische Küche zwar, dies hatte jedoch keinen Einfluss auf die bürgerliche und allgemeine Küche. In die bürgerliche Küche und die Festküche zog die französische Küche erst nach 1870 und dem gewonnenen Deutsch-Französischen Krieg ein.
Das Rheinland war eine weit überwiegend katholische Region, und der starke Einfluss der katholischen Kirche und der kirchlichen Feiertage spiegelt sich auch in der rheinischen Küche wider, die nur wenige Fleischspeisen kreiert hat, zumal Fleisch ein teures Lebensmittel war. In der Regel wurde am Sonntag Fleisch gegessen, meist als Braten und hier traditionell häufig der rheinische Sauerbraten. Ansonsten gab es jahreszeitlich bedingt ab Sankt Martin die sogenannten „Martinsgänse“ und zu Silvester Karpfen.

### Internationale Einflüsse seit dem 20. Jahrhundert
Im 20. Jahrhundert wirkten wie überall in Deutschland verstärkt internationale Einflüsse auf die Ess- und Kochkultur und vor allem in der Gastronomie und Fast-Food-Kultur konnten sich auch im Rheinland zahlreiche Restaurants und Imbissbuden vor allem mit italienischen, griechischen, türkischen und chinesischen Speisen sowie Hamburger-Ketten aus den Vereinigten Staaten durchsetzen. Diese Trends haben jedoch keinen Einfluss auf die traditionelle rheinische Küche; Vermischungen der verschiedenen Kochtraditionen sind selten.

## Spezialitäten

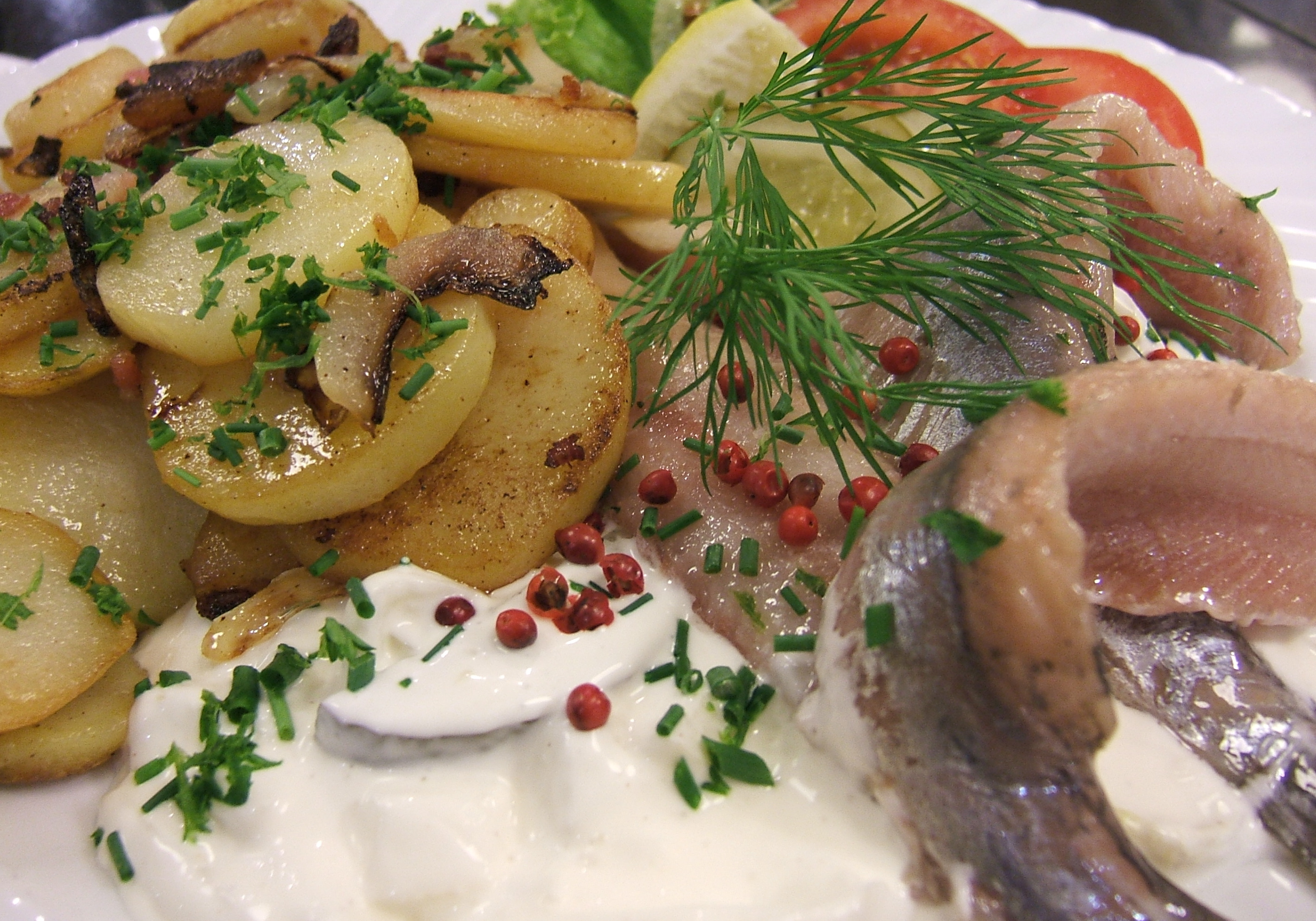
Hering bzw. Matjes als Hirringsstipp

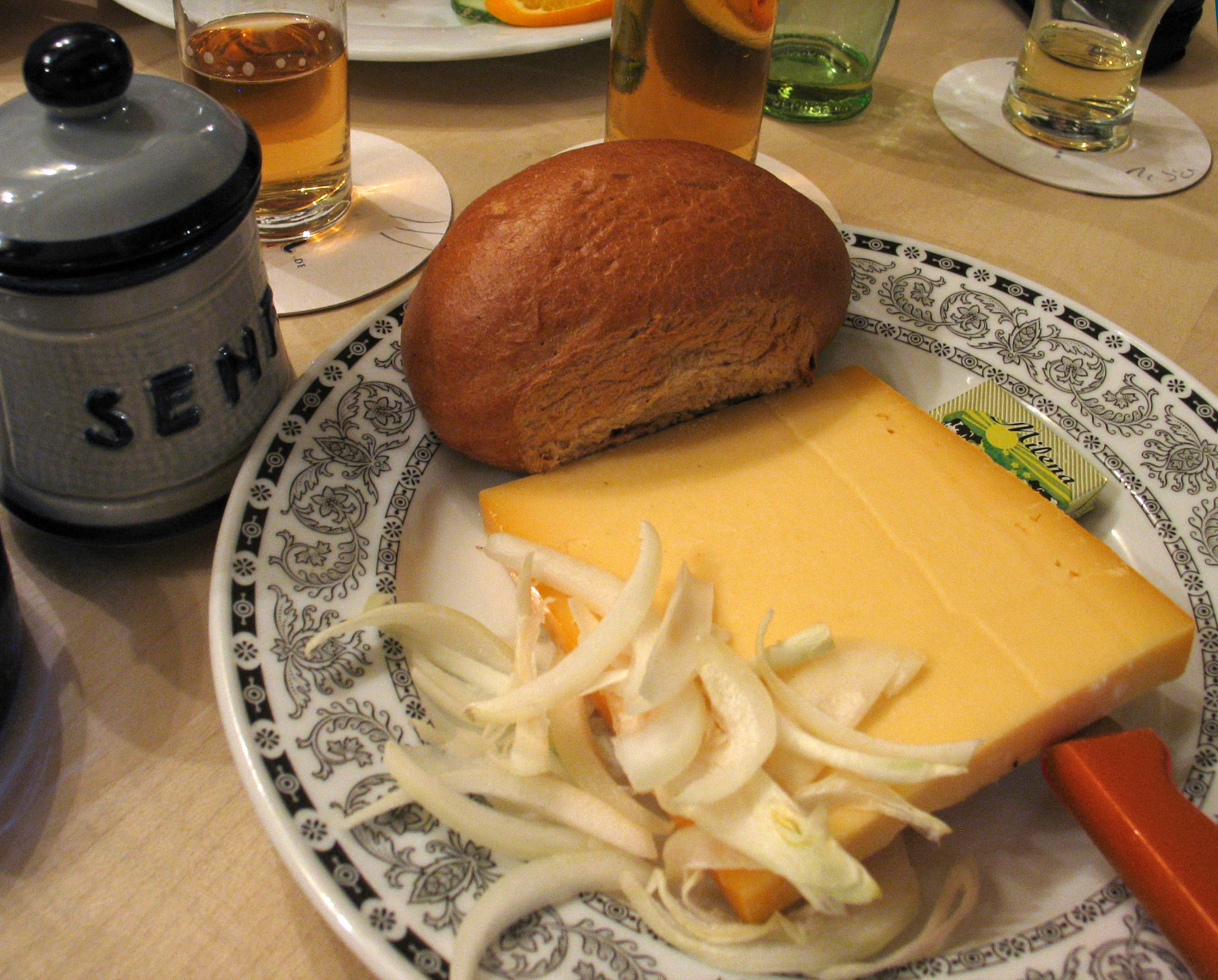
Halve Hahn in einer Biergaststätte

### Bekannte Spezialitäten

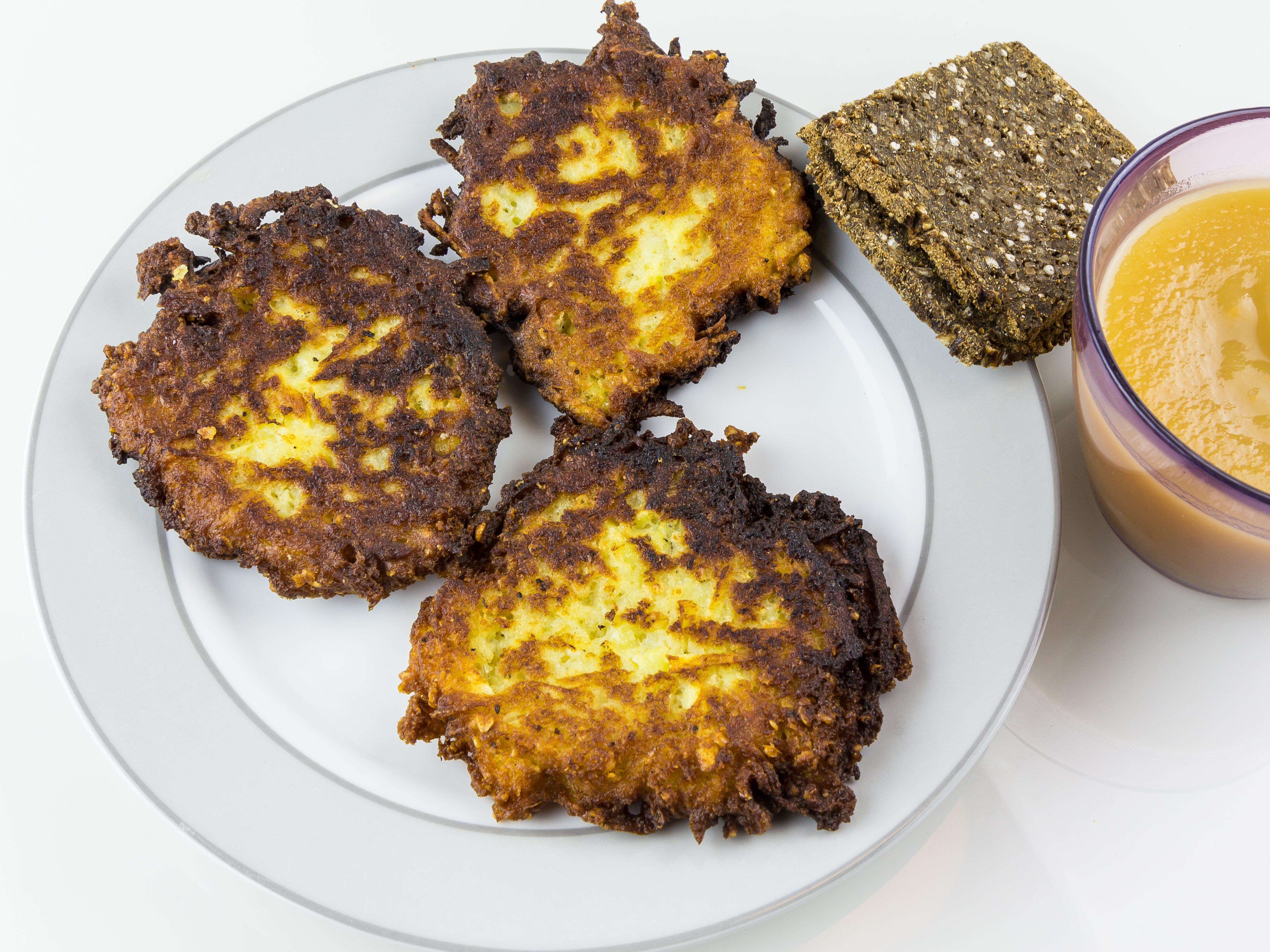
Reibekuchen mit Schwarzbrot und Apfelmus

Bekannte Spezialitäten der rheinischen Küche sind beispielsweise Bergische Waffeln, die Bergische Kaffeetafel, Halver Hahn, Himmel un Ääd, Kottenbutter, Krüstchen, Kulles, Lieberhäuser Eierkuchen, Muscheln nach rheinischer Art, Panhas bzw. Pannas, Pillekuchen, und Rheinischer Sauerbraten.

### Backwaren
Regionaltypische Backwaren sind Röggelchen, Weckmänner und Milchbrötchen aus Milchbrötchenteig, Rosinenbrot aus Hefeteig und vor allem Rheinisches Schwarzbrot, welches immer vorgeschnitten ist und in spezialisierten Bäckereien in feinen und mitteldicken Scheiben erhältlich ist. Typisch zur Karnevalszeit sind Krapfen, Hefeteigballen im Original mit Hagebuttenmarmelade, die hierzulande "Berliner" genannt werden. Diese heißen am Niederrhein auch "Berliner Ballen".

### Metzgereiwaren
Weitverbreitet sind Mettbrötchen in Metzgereien als Imbiss.

### Kombinationen
Für den Rheinländer nicht untypisch sind kontrastierende Kombinationen: Analog zum Sauerbraten (z. B. in der Variante Sauerbraten mit Lebkuchen-Rosinen-Sauce) kann der Rheinländer Leberwurst auf (süssem) Rosinenbrot essen. Auch Apfelkompott als Beilage zu pikanten Speisen ist üblich. Beliebt sind generell süß-saure Kombinationen.

### Liste bekannter Spezialitäten (Auswahl)

#### Suppen
- Bruutzupp (Brotsuppe)
- Bierzupp
- Ädäppelszupp (Kartoffelsuppe mit Äpfeln oder Bier)
- Höhnerzupp (Hühnersuppe)
- Rindfleischzupp
- Bottermelechbonnezupp (Buttermilch-Bohnensuppe)
- Wingzupp
- Ähzezupp met Flönz (Erbsensuppe mit Blutwurst)
- Möscheeierzupp (Bohnensuppe)[3]
- Gründonnerstagssuppe
- Sonndaachszupp (mit Markklößchen)
- Füllwammes (Linseneintopf)
- Petersilienwurzelsuppe

#### Fleisch
- Rheinischer Sauerbraten (Soorbrode oder Suurbroode)
- Rollbraten (Rollbrode)
- Pepse (Schweine-Sauerbraten)
- Flönz und Flönzfrikadellen (Kölscher Kaviar) (mit Steckrüben)
- gebratene Leber mit Apfel- und Ziebelringen
- Panhas bzw. Pannas
- Wirsingrouladen
- Hackbraten "Rheinischer Hase"
- Gefüllte Schweinerippe
- Hämmche (Eisbein = gepökelte Haxe)
- Kottenbutter
- Düsseldorfer Senf-Rostbraten bzw. Fleisch mit Senf-Panade
- Krüstchen (quasi Strammer Max)
- Hämmchen mit Sauerkraut
- Höhnerjemangs (Hühnerfrikassee)
- Ochsenbrust mit Meerrettichsoße
- Kning (Kaninchen nach Rheinischer Art)
- Schweinepfeffer
- Wild- oder Pferdegulasch mit Zwiebeln und Birnen
- Martinsgans

#### Meeresfrüchte
- Muscheln rheinische Art (Rheinischer Muscheltopf)
- Hirringsstipp (Hering oder Matjes Hausfrauenart), zumeist mit Dill, Zwiebeln und Äpfeln
- Heringssalat mit Rote Beete-Stücken (Heiligabend-Essen)

#### Süßwasserfische
- Aal
- Barsch
- Forellen
- Karpfen
- Felchen vom Laacher See

#### Allgemeines
- Kölsche Pann (Kölsche Pfanne)
- Himmel un Ääd (auch Himmel un Äehd)
- Halver Hahn
- Düsseldorfer Mostert
- Rievkoche (Reibekuchen) mit Apfelmus
- Ädäppelschlot (Rheinischer Kartoffelsalat)
- Buchweizenpfannkuchen
- Pannekooche met Speck (Speckpfannkuchen)
- Dibbelabbes
- Döppekooche
- Bergischer Pillekuchen
- Poschweck
- Grünkohl
- Endivienjemangs (Endiviensalat mit Kartoffeln)
- Schnibbelbohnen (Schnibbelbunne)
- Fitschbohnen (milchsäurevergoren) mit Speck
- Hühnerfrikassee-Pasteten
- Fitschbonne met Öllije (Schnittbohnen mit Zwiebeln)
- Dicke Bohnen ("Saubohnen") (Decke Bunne met Speck)
- Saurer Kappes mit weißen Bohnen
- Sauerkraut rheinische Art (mit weißen Bohnen)
- Silver en Jold (Weiße Bohnen mit Möhren)
- Dohle Jakob (Möhren, Kartoffeln, weiße Bohnen und Pflaumen mit Speck)
- Aachener Morre-Jemöß
- Kappes
- Walbecker Spargel
- Spinatpastete
- Fritten
- Linsensalat
- Rote-Bete-Salat
- Kappesschloht (Rheinischer Krautsalat)
- Giersch-Quiche
- Lauch- bzw. Mangoldkuchen
- Sauerkrautkuchen
- Reisfladen

#### Backwaren und Süßspeisen
- Arme Ritter
- Brotpudding
- Rheinischer Riemchenkuchen
- Neujahrszopf
- Poschweck (Aachener Osterbrot bzw. Früchtebrot)
- Onjeschwedde (Saisonales Brot im Raum Mönchengladbach)
- Kellerkuchen (Kalter Hund)
- Röggelchen
- Weckmann (Stutenkerl, Weggemann)
- Aachener Printen
- Aachener Marzipan
- Pruumetaat (Rheinischer Pflaumenkuchen)
- Stachelbeer- und Rhabarber-Käsekuchen
- Muuze (Rheinische Mutzen)
- Wöllemännchen
- Vanillepudding mit Rhabarber
- Rhabarber-Kaltschale
- Bergische Kaffeetafel mit der Dröppelminna
- Bergische Waffeln
- Bollebäuskes (Ballebäuschen)
- Burger Brezel
- Lieberhäuser Eierkuchen
- Monschauer Dütchen
- Prommekrut (Pflaumenmus)
- Zuckerrübensirup oder Apfelkraut als Brotaufstrich und zum Süßen

## Getränke

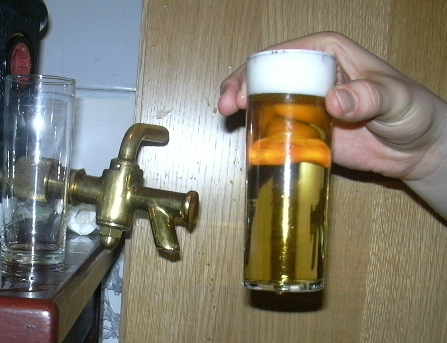
Frisch gezapftes Kölsch

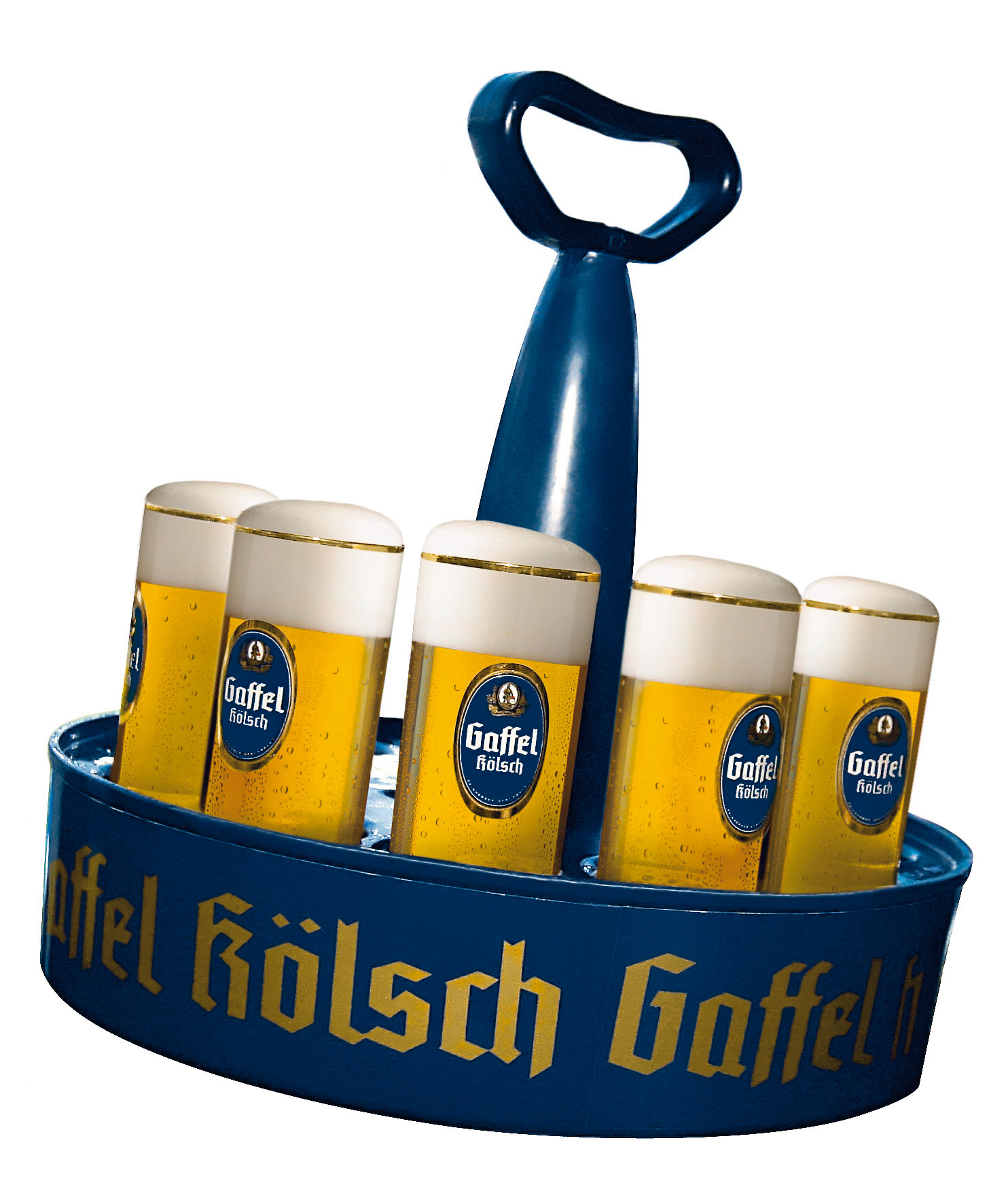
Kölsch-Kneipen servieren Kölsch-Stangen (0,2 l) im Kranz-Träger durch einen Kellner, der hier Köbes heißt

Wie in anderen Nachbarregionen werden auch im Rheinland verschiedene Biersorten getrunken. Je nach Aufenthaltsort handelt es sich dabei um die obergärig gebrauten Sorten Kölsch im Kölner Raum sowie Altbier in der Region um Düsseldorf und am Niederrhein. Allerdings wird auch Pilsner Bier im ganzen Rheinland getrunken. Sonderformen oder Mischgetränke sind: Wieß oder Wijss Bier (unfiltriertes und naturtrübes Kölsch), Krefelder (Mischung von Altbier mit Cola), Alt-Schuss (Altbier mit Malzbier) und Kölsch-Cola.
Hinzu kommen häufig Weine vom Rhein, von der Ahr und aus der Region Mosel-Saar-Ruwer.
Weitere typische alkoholische Getränke der Region sind Kräuterliköre wie der Killepitsch aus Düsseldorf oder der Kabänes aus Brühl. Bekannt ist auch der Siegburger Abtei-Liqueur. Überregional bekannt ist zudem der Eierlikör Verpoorten aus Bonn. Genever aus den Niederlanden ist auch weithin geläufig.
Unter den nichtalkoholischen Getränken spielen neben Wasser und Mineralwasser, etwa das Wasser von Tönissteiner, Brohler, Gerolsteiner Brunnen und andere Brunnen aus der nahegelegenen Vulkaneifel, verschiedene Säfte und Schorlen sowie gerade in den letzten Jahren alkoholfreie Biermischgetränke, die als Fassbrause vermarktet werden, eine wichtige Rolle.

## Gastronomie
Die typische Gastronomie, die landestypische Speisen auf der Karte führt, ist oft die Kombination eines Brauhauses mit Speisenangebot oder ein Bierausschank mit Speiselokal. Die Kombination mit einem Brauhaus ist sehr verbreitet in Düsseldorf, Köln, Bonn oder Aachen. Neben einfachen gastronomischen Betrieben wie Gaststätten oder Brauhäuser gibt es auch eine Reihe von anspruchsvollen Restaurants, die die Zutaten der Rheinischen Küche neu interpretieren. Beispiele solcher Neuinterpretationen sind: Riesling-Senf-Suppe mit Blutwurstravioli, Forellenfilet auf dicken Bohnen oder gerolltes Schnitzel mit Blutwurstfüllung.